# Священное
Священное обычно означает предметы или действия, посвященные Богу, и используемые в религиозных ритуалах, священнодействиях. Свойство быть священным часто возникает в результате обряда освящения, то есть освящённый предмет может стать священным — но может и не стать, если он предназначен для использования в мирских целях (например, пасхальные яйца). Священное и святое близки по значению и могут быть атрибутом одного и того же предмета: например, Библию можно назвать и Священное Писание и Святое Писание. Атрибут священное подчёркивает религиозное назначение, функцию данного предмета, его отделённость от мирского, необходимость особого к нему отношения, тогда как святое выражает его принадлежность к сфере Божественного и благодатные свойства. Всякий святой предмет можно обычно назвать и священным, но обратное не всегда верно. Священное и святое иногда соотносятся как средство и цель. Так, священные сосуды используются в таинстве евхаристии для причащения Святых Тайн. Священная война служит (предположительно) святой цели.
Понятие священное чаще всего связывается с христианской традицией, однако используется практически во всех религиях. Священное часто фигурирует в названиях руководящих органов религиозных организаций (Священный Синод) и встречается также в исторических названиях государственных образований и политических союзов, например: Священная Римская Империя, Священный Союз. Священная присяга или клятва приносится на священной книге соответствующей вероисповеданию человека.